# Du Pont (Georgia)
Douglas es un pueblo ubicado en el condado de Clinch en el estado estadounidense de Georgia. En el censo de 2000, su población era de 139.

## Demografía
En el 2000 la renta per cápita promedia del hogar era de $34,375, y el ingreso promedio para una familia era de $40,250. El ingreso per cápita para la localidad era de $16,128. Los hombres tenían un ingreso per cápita de $22,250 contra $21,875 para las mujeres.

## Geografía
Douglas se encuentra ubicado en las coordenadas 30°59′23″N 82°52′14″O / 30.98972, -82.87056 (30.989643, -82.870653).
Según la Oficina del Censo, la localidad tiene un área total de 2 km² (0,8 mi²), de la cual 2 km² (0,8 mi²) es tierra y 0 km² (0 mi²) (0.00%) es agua.